# 温恰哈尔
乌恩恰哈尔（Unchahar），是印度北方邦Rae Bareli县的一个城镇。总人口9305（2001年）。

## 人口
该地2001年总人口9305人，其中男性4789人，女性4516人；0—6岁人口1564人，其中男817人，女747人；识字率57.33%，其中男性为65.75%，女性为48.41%。